# Quadraceps auratus
Quadraceps auratus är en insektsart som först beskrevs av Wilhem de Haan 1829.  Quadraceps auratus ingår i släktet Quadraceps och familjen fjäderlöss. Arten är reproducerande i Sverige. Inga underarter finns listade i Catalogue of Life.